# Theobald II. (Champagne)

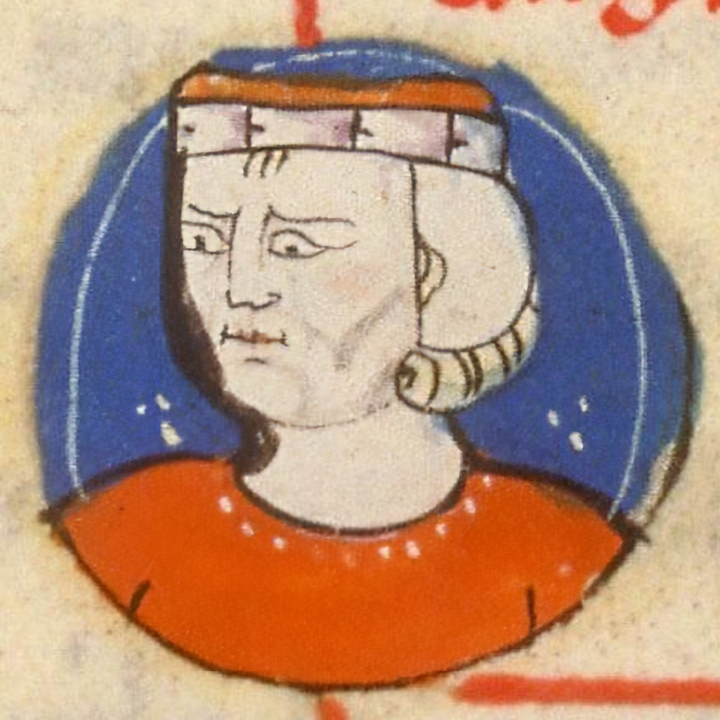
Theobald der Große

Theobald der Große (franz.: Thibaut le Grand, * 1093; † 10. Januar 1152) war ab 1102 als Theobald IV. Graf von Blois, Chartres, Châteaudun, Sancerre und als Theobald II. Graf von Meaux, sowie seit 1125 ebenfalls als Theobald II. Graf von Troyes (Champagne). 

## Biographie
Er war ein Sohn von Graf Stephan Heinrich von Blois und Adela von England, einer Tochter Wilhelm des Eroberers, und somit ein älterer Bruder des späteren englischen Königs Stephan. Obwohl nicht der älteste Sohn, wurde Theobald dennoch der Haupterbe seines Vaters, nachdem sein älterer Bruder Wilhelm vermutlich wegen einer geistigen Behinderung vom Erbe ausgeschlossen wurde. 1125 erbte Theobald von seinem Onkel Hugo die Grafschaft Troyes sowie den Titel eines Grafen von Champagne (comes Campanie), den er selbst geschaffen hatte, obwohl er nicht die gesamte Provinz beherrschte. Zunächst stand Theobald unter der Vormundschaft seiner Mutter, die auch nach seiner Mündigkeit 1109 großen Einfluss auf ihn hatte. Zuvor wurde Theobald 1107 zum Ritter geschlagen.
Theobald führte zu seinem königlichen Lehnsherren Ludwig VI. ein wechselhaftes Verhältnis. Zunächst stand er dem König während des sogenannten „Aufstand der kleinen Barone“ bei und brannte dabei 1111 die Stammburg des aufrührerischen Herrn von Le Puiset nieder. Doch schon bald darauf zerwarf er sich mit dem König, Ursache war die vakant gewordene Grafschaft Corbeil, auf die Theobald einen Anspruch erhob, den der König aber nicht anerkannte. Theobald verbündete sich mit den Aufständischen, wurde aber bei Toury durch den König geschlagen. Gegen dessen Verbündeten, Graf Robert II. von Flandern, konnte Theobald in der Nähe von Meaux aber siegen. Nach einem kurzzeitigen Frieden 1113 unterstützte Theobald 1114 den rebellierenden Hugues de Crécy bei der Verteidigung von Gournay, die aber erfolglos verlief und somit den Aufstand beendete. 
Theobald verbündete sich danach mit seinem Onkel König Heinrich I. von England und führte den Kampf gegen König Ludwig VI. fort, dessen verbündeten Grafen Wilhelm II. von Nevers er 1115 gefangen nahm. Im Oktober 1119 war Theobald zu einem Frieden mit dem König gezwungen, nachdem Papst Calixt II. auf einem Konzil in Reims sowohl Kaiser Heinrich V., den Gegenpapst Gregor VIII. und auch den ihn unterstützenden Heinrich I. von England exkommunizierte. Theobald leistete daraufhin dem König Heerfolge, nachdem der Kaiser 1124 mit einem Heer in Frankreich einfiel, dabei aber bei Metz zum Rückzug genötigt werden konnte. Nach der Bewältigung dieser Bedrohung nahm Theobald seine Opposition zum König wieder auf und unterstützte 1127 den Aufstand des Stephan von Garlande, worauf der König mit einem Heer die Champagne verwüstete.
1135 starb Heinrich I. von England und Theobald wurde als ältester Enkel Wilhelms des Eroberers von den normannischen Baronen die Krone angetragen, da diese einen Erbgang an die Grafen von Anjou durch seine Cousine Matilda verhindern wollten. Doch sein jüngerer Bruder Stephan, der bereits in England begütert war, bemächtigte sich mit Unterstützung des dritten Bruders Bischof Heinrich von Winchester des Thrones und wurde dabei von Papst Innozenz II. anerkannt. Gegen diese Usurpation setzten sich Matilda und ihr Ehemann Graf Gottfried V. von Anjou zur Wehr und verbündeten sich dafür mit dem Herzog von Aquitanien. Zunächst konnten sich die Blois-Brüder behaupten, besonders, nachdem Aquitanien durch den Tod des Herzogs 1137 neutralisiert wurde und Theobald die Ehe dessen Erbtochter Eleonore mit dem neuen französischen König Ludwig VII. vermitteln konnte. Im gleichen Jahr wurde Theobald von seinem Bruder mit der Regentschaft in der Normandie betraut als Ausgleich für die entgangene Krone.
Dieser Annäherung an die französische Krone folgte jedoch bald eine neue Konfrontation. Im Streit um die Investitur eines neuen Erzbischofs in Bourges 1141 zwischen dem König und dem Papst ergriff Theobald Partei für den päpstlichen Kandidaten. Ein Jahr später kam es zu einem tiefer gehenden Bruch mit dem König, nachdem sich dessen Onkel und Seneschall, Graf Rudolf von Vermandois, von Theobalds Schwester trennte, um stattdessen eine Schwester der Königin zu heiraten. Theobald sah darin ein Komplott des Königs gegen ihn und erreichte auf einem Konzil im champagnischen Lagny die Verhängung des Interdikts über Vermandois. Der König erklärte Theobald den Krieg und marschierte mit seinem Bruder Robert von Dreux in die Champagne ein. Nachdem dabei der König bei einem Angriff auf Vitry-en-Perthois mehr als tausend Menschen in einer Kirche niederbrennen ließ, rief Theobald über dem ihm vertrauten Bernhard von Clairvaux die Autorität des Papstes an, was 1143 einen in Vitry geschlossenen Frieden erzwang, indem der König die Champagne räumen und auch in der Bischofsfrage in Bourges nachgeben musste.
Dieser Konflikt gegen den König hatte zur Folge, dass Theobald dem zur selben Zeit offen ausbrechenden englischen Bürgerkrieg und der damit einhergehenden Invasion der Normandie durch den Grafen von Anjou weitestgehend tatenlos gegenüberstand, wodurch bis 1144 die Normandie verloren ging. Diese Entwicklung förderte im Gegenzug die Versöhnung Theobalds mit dem König, der sich von dem Machtzuwachs der Anjous bedroht sah und somit auf starke Bündnispartner angewiesen war. 
Theobald starb am 10. Januar 1152 und wurde in der Kirche von Lagny bestattet. Durch sein Geschick konnte der Einfluss der Champagne im Osten Frankreichs erheblich erweitert werden, indem er seine Oberhoheit auf fünf Vasallen des Erzbischofs von Reims, auf ebenso viele des Bischofs von Langres und auf mehrere des Herzogs von Burgund ausdehnte, darunter vor allem Joigny. 
Der Nachwelt ist Theobald unter anderem auch als tatkräftiger Förderer der Zisterzienser bekannt, was sich in den Stiftungen bedeutender Einrichtungen des Ordens, zum Beispiel der Abteien von Clairvaux, Trois-Fontaines und Pontigny, niederschlug. Dem streitbaren Philosophen Peter Abaelard gewährte er nach dessen Flucht aus Saint-Denis Asyl in der Champagne. Weiterhin leiteten die Champagnemessen, die seit Theobald unter gräflicher Schirmherrschaft standen, eine wirtschaftliche Prosperität der Champagne ein, welche die Region zu einer der reichsten in Europa werden ließ.

## Ehe und Nachkommen
Theobald war seit 1123 verheiratet mit Mathilde von Kärnten, einer Tochter Herzog Engelberts von Kärnten († 1141) und der Uta von Passau († 9. Februar 1150). Beider Kinder waren:
- Heinrich I. der Freigiebige (* 1126; † 16. März 1181), Graf von Champagne
- Maria (* 1128; † 11. März oder 7. August 1190), seit 1174 Äbtissin in der Abtei Fontevrault
  - ⚭ seit 1145 mit Herzog Odo II. von Burgund († 1162)
- Theobald V. der Gute († 1191 bei der Belagerung von Akkon), Graf von Blois, Chartres und Châteaudun, Seneschall von Frankreich
- Isabella (* 1130; † ?)
  - ⚭ seit 1140/43 mit Herzog Roger III. von Apulien
  - ⚭ seit 1050/55 mit Guillaume Goët, Herr von Montmirail (Perche-Gouët)
- Stephan I. († 1190 bei der Belagerung von Akkon), Graf von Sancerre
- Wilhelm mit den weißen Händen (* 1135; † 7. September 1202), Bischof von Chartres, Erzbischof von Sens, Erzbischof von Reims, Kardinal und päpstlicher Legat
- Hugo († ?), Abt von Cîteaux
- Mathilde († 1. Januar 1184)
  - ⚭ mit Graf Rotrou IV. von Perche († 1191 bei der Belagerung von Akkon)
- Agnes († 7. August 1207), Herrin von Ligny-en-Barrois
  - ⚭ seit 1155 mit Rainald II. († 1170), Graf von Bar (Haus Scarponnois)
- Adela (Alix) (* um 1140; † 14. Juni 1206 in Paris), Regentin von Frankreich
  - ⚭ seit dem 13. November 1160 mit König Ludwig VII. von Frankreich (1120–1180)
- Margarethe († ?), Nonne in Fontevrault

Theobald hinterließ seinen Besitz seinem ältesten Sohn Heinrich I., der ihn wenig später innerhalb der Familie aufteilte und sich selbst mit der Champagne begnügte.